# Frat Pack

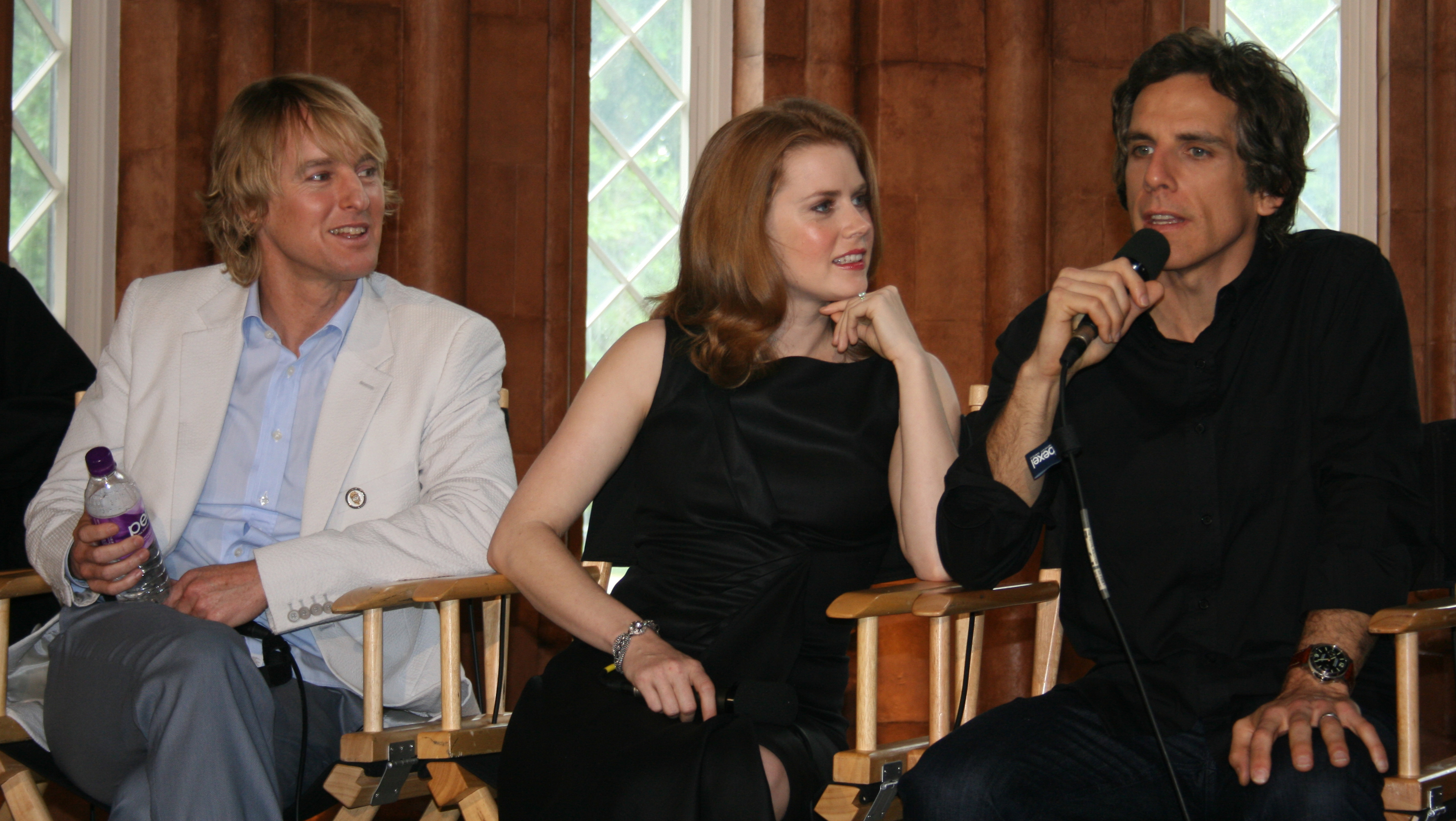
Owen Wilson, Amy Adams e Ben Stiller alla promozione del film Una notte al museo 2 - La fuga

Frat Pack è il nome non ufficiale con il quale si identifica un gruppo di attori cinematografici statunitensi.

## Storia
Questi attori sono Ben Stiller, Jack Black, Will Ferrell, Vince Vaughn, Steve Carell e i fratelli Owen e Luke Wilson; questi hanno infatti lavorato insieme, nell'insieme, o in sottogruppi più ristretti, a svariate opere cinematografiche, tutte caratterizzate da uno sfondo comico o demenziale, in veste di attori principali e spesso anche in ruoli secondari o in camei. Alcuni di questi film vedono uno di questi attori anche nel ruolo di regista o di produttore.
La definizione Frat Pack è stata coniata dal quotidiano USA Today in un articolo del giugno 2004 e si è poi espansa al resto della stampa. L'espressione si ispira al gruppo artistico conosciuto come Brat Pack, etichetta a sua volta ispirata al Rat Pack (ovvero "banda dei topi"), il cui nome fu coniato dall'attrice Lauren Bacall per definire il ristretto gruppo di amici e colleghi artisti che era composto da Humphrey Bogart, Spencer Tracy, Frank Sinatra, David Niven e la moglie Hjordis, Judy Garland e il terzo marito, il produttore e impresario Sidney Luft, il ristoratore di Hollywood Mike Romanoff e la moglie Gloria, il talent scout Swifty Lazar, lo scrittore e sceneggiatore Nathaniel Benchley e il compositore Jimmy Van Heusen.
Il gruppo comprendeva in origine Stiller, Black, Ferrell, Vaughn e i fratelli Wilson. Steve Carell venne annoverato nel gruppo solo dopo un altro articolo pubblicato da USA Today nel 2006, e lo stesso attore ufficializzò il suo ingresso nel Pack in una puntata del Saturday Night Live, asserendo di essere «uno di loro, ora».

## Filmografia
| Film                                             | Jack Black                        | Ben Stiller                               | Luke Wilson                   | Owen Wilson              | Vince Vaughn         | Will Ferrell | Steve Carell |
| ------------------------------------------------ | --------------------------------- | ----------------------------------------- | ----------------------------- | ------------------------ | -------------------- | ------------ | ------------ |
| Un colpo da dilettanti (1996)                    |                                   |                                           | Protagonista                  | Protagonista, Autore     |                      |              |              |
| Il rompiscatole (1996)                           | Ruolo minore                      | Ruolo minore, Regista                     |                               | Cameo                    |                      |              |              |
| Bongwater (1997)                                 | Ruolo minore                      |                                           | Protagonista                  |                          |                      |              |              |
| Permanent Midnight (1998)                        |                                   | Protagonista                              |                               | Ruolo minore             |                      |              |              |
| Heat Vision and Jack (Episodio pilota) (1999)    | Protagonista                      | Regista, Cameo                            |                               | Protagonista, Doppiatore |                      |              |              |
| The Suburbans (1999)                             |                                   | Ruolo minore                              |                               |                          |                      | Ruolo minore |              |
| Ti presento i miei (2000)                        |                                   | Protagonista                              |                               | Ruolo minore             |                      |              |              |
| I Tenenbaum (2001)                               |                                   | Protagonista                              | Protagonista                  | Protagonista, Autore     |                      |              |              |
| Zoolander (2001)                                 |                                   | Protagonista, Regista, Autore, Produttore |                               | Protagonista             | Ruolo minore         | Protagonista |              |
| Orange County (2002)                             | Protagonista                      | Ruolo minore                              |                               |                          |                      |              |              |
| Old School (2003)                                |                                   |                                           | Protagonista                  |                          | Protagonista         | Protagonista |              |
| Starsky & Hutch (2004)                           |                                   | Protagonista                              |                               | Protagonista             | Protagonista         | Ruolo minore |              |
| L'invidia del mio migliore amico (2004)          | Protagonista                      | Protagonista                              |                               |                          |                      |              |              |
| Palle al balzo - Dodgeball (2004)                |                                   | Protagonista, Produttore                  |                               |                          | Protagonista         |              |              |
| Anchorman: La leggenda di Ron Burgundy (2004)    | Cameo                             | Cameo                                     | Ruolo minore                  |                          | Ruolo minore         | Protagonista | Protagonista |
| Wake Up, Ron Burgundy: The Lost Movie (V) (2004) |                                   |                                           |                               |                          | Cameo                | Protagonista | Ruolo minore |
| Mi presenti i tuoi? (2004)                       |                                   | Protagonista                              |                               | Cameo                    |                      |              |              |
| Melinda e Melinda (2004)                         |                                   |                                           |                               |                          |                      | Protagonista | Ruolo minore |
| Vita da strega (2005)                            |                                   |                                           |                               |                          |                      | Protagonista | Ruolo minore |
| 2 single a nozze - Wedding Crashers (2005)       |                                   |                                           |                               | Protagonista             | Protagonista         | Ruolo minore |              |
| The Wendell Baker Story (2005)                   |                                   |                                           | Protagonista, Regista, Autore | Protagonista             |                      | Ruolo minore |              |
| Tenacious D e il destino del rock (2006)         | Protagonista, Autore, Compositore | Cameo, Produttore                         |                               |                          |                      |              |              |
| Una notte al museo (2006)                        |                                   | Protagonista                              |                               | Ruolo minore             |                      |              |              |
| Blades of Glory (2007)                           |                                   | Produttore                                | Cameo                         |                          |                      | Protagonista |              |
| Molto incinta (2007)                             |                                   |                                           |                               | Cameo                    |                      |              | Cameo        |
| Tropic Thunder (2008)                            | Protagonista                      | Protagonista, Produttore, Regista         |                               |                          |                      |              |              |
| Una notte al museo 2 - La fuga (2009)            |                                   | Protagonista                              |                               | Ruolo minore             |                      |              |              |
| The Office stagione 5 ep. 17 (2009)              | Ruolo minore                      |                                           |                               |                          |                      | Ruolo minore | Protagonista |
| Anno uno (2009)                                  | Protagonista                      |                                           |                               |                          | Produttore Esecutivo |              |              |
| Vi presento i nostri (2010)                      |                                   | Protagonista                              |                               | Ruolo minore             |                      |              |              |
| Un anno da leoni (2011)                          | Protagonista                      | Produttore                                |                               | Protagonista             |                      |              |              |
| Vicini del terzo tipo (2012)                     |                                   | Protagonista                              |                               |                          | Protagonista         |              |              |
| Gli stagisti (2013)                              |                                   |                                           |                               | Protagonista             | Protagonista         | Cameo        |              |
| Anchorman 2 - Fotti la notizia (2013)            |                                   |                                           |                               |                          | Cameo                | Protagonista | Protagonista |
| Notte al museo - Il segreto del faraone (2014)   |                                   | Protagonista                              |                               | Ruolo minore             |                      |              |              |
| Zoolander 2 (2015)                               |                                   | Protagonista, Regista, Autore, Produttore |                               | Protagonista             |                      | Protagonista |              |
| Film                                             | Jack Black                        | Ben Stiller                               | Luke Wilson                   | Owen Wilson              | Vince Vaughn         | Will Ferrell | Steve Carell |